# James R. Schlesinger
James Rodney Schlesinger (New York, 15 febbraio 1929 – Baltimora, 27 marzo 2014) è stato un economista e politico statunitense.

## Biografia
Laureatosi in Economia all'Università di Harvard nel 1952, fu insegnante della stessa materia all'università della Virginia dal 1955 al 1963; nel 1960 pubblicò la sua prima opera di rilevanza nazionale, The Political Economy of National Security. Successivamente lavorò alla RAND Corporation, dove rimase fino al 1969, occupando negli ultimi tempi la carica di direttore degli studi strategici.
Repubblicano, venne notato dal presidente Richard Nixon che nel 1971 lo scelse come presidente della Commissione per l'energia atomica. Dal 2 gennaio 1973 cumulò questo incarico con quello di Direttore della CIA, ma il 2 luglio dello stesso anno rinunciò ad entrambi i ruoli per diventare il dodicesimo Segretario della Difesa. Il 19 novembre 1975 Gerald Ford gli tolse l'incarico ministeriale, che andò a Donald Rumsfeld.
Il 6 agosto 1977 il democratico Jimmy Carter creò il segretariato all'Energia e lo affidò a lui (nonostante fossero di partiti diversi, capita sovente negli USA che il presidente conceda un dicastero ad esponente dell'opposizione); tuttavia, il 23 agosto del 1979 lo sollevò dall'incarico: secondo il giornalista Paul Glastris, Schlesinger venne licenziato perché ritenuto "arrogante" e "incapace di trattare col Congresso" (la stessa fonte individua le stesse cause per l'uscita dal governo Ford).
Dagli anni Ottanta in poi, non occupò più ruoli esecutivi ma continuò a svolgere importanti mansioni (fu, ad esempio, consulente della Lehman Brothers e consigliere del politico Dick Gephardt).
Morì all'ospedale di Baltimora nel 2014 all'età di 85 anni a causa di alcune complicazioni dovute a una polmonite; vedovo dal 1995, aveva otto figli.